# Tamara Grigorjewna Jarenko
Tamara Grigorjewna Jarenko (russisch Тамара Григорьевна Яренко, geb. Miroschnitschenko russisch Мирошниченко; * 15. Januar 1923 in Moskau; † 3. Oktober 2011 ebenda) war eine sowjetische bzw. russische Theater- und Film-Schauspielerin.

## Leben und Leistungen
Tamara Miroschnitschenko kam in Moskau als Tochter von Grigori Anikejewitsch und Anna Sergejewna Miroschnitschenko (1892–1981) zur Welt. 1941 wurde die Familie nach Swerdlowsk evakuiert. Tamara arbeitete von 1942 bis 1943 als Laborantin in einer Fabrik im Ural und besuchte zwischen 1944 und 1945 das Moskauer Institut für Körperkultur. Danach ließ sie sich bis 1949 am Gerassimow-Institut für Kinematographie ausbilden und trat danach zehn Jahre am Moskauer Staatstheater der Filmschauspieler auf. Von 1957 bis 1959 war sie für das Mosfilmstudio tätig, wechselte aber im Juli 1960 zum Dowschenko-Studio in Kiew, wo ihr Mann Alexei Wladimirowitsch Jarenko lebte. 1963 kehrte die blonde Mimin in ihre Geburtsstadt zurück und erhielt ein Engagement beim Gorki-Studio, wo sie bis 1989 aktiv war.
Jarenko gab ihr Kinodebüt 1949 in У них есть Родина. Sie spielte ausschließlich Neben- und Statistenrollen, so u. a. in dem Historienfilm Segel im Sturm (1953), den Literaturverfilmungen Krieg und Frieden (1966/67) nach Lew Tolstoi und 12 стульев (12 stuljew, 1976), einer Adaption des Romans Zwölf Stühle von Ilja Ilf und Jewgeni Petrow, sowie den Märchenfilmen Das Märchen vom Zaren Saltan (1967) und Die schöne Warwara (1970). Sie war auch an der sowjetisch-französischen Produktion Леон Гаррос ищет друга (Leon Garros ischtschet druga; fr.: Vingt mille lieues sur la terre, 1960) und dem sowjetisch-japanischen Sozialdrama Маленький беглец (小さい逃亡者, 1966) beteiligt. In den russischen Fassungen von Mandy und die Die Schlacht an der Neretva übernahm sie Sprechrollen, gleichso auch in den ungarischen Produktionen Die lieben Mitmenschen und Stehen bleiben, oder ich schieße!. Ihre Filmografie umfasst 60 Werke, im Jahr ihres Todes war sie noch in dem Drama Первый русский (Perwy russki) zu sehen. Jarenko wirkte außerdem als Rezitatorin am Konzertprogramm Концертные среды mit.
Sie starb 88-jährig und wurde auf dem Donskoi-Friedhof beigesetzt.

## Privates
Tamara Jarenkos Ehe verlief problematisch, da sie sich von ihrem Ehemann eingeengt fühlte und nur wenige Freunde hatte, darunter keinen ihrer Kollegen im Gorki-Studio. Nach Alexeis Tod im Jahr 1995 lebte sie allein. Der einzige Mensch, zu dem sie engeren Kontakt pflegte, war ihre Nichte Irina, die Jarenko auch finanziell und materiell unterstützte.

## Filmografie (Auswahl)
- 1953: Segel im Sturm (Admiral Uschakow)
- 1966: Böse Anekdote (Skwerny anekdot)
- 1966–67: Krieg und Frieden (Woina i mir)
- 1967: Das Märchen vom Zaren Saltan (Skaska o zare Saltane)
- 1970: Die schöne Warwara (Warwara-krasa, dlinnaja kosa)
- 1976: Wenn es September wird (Risk - blagorodnoje delo)
- 1978: Zwischen Ziel und Start (Kogd nastupajet sentjabr...)